# 深雪早苗
深雪早苗（日语：／ Miyuki Sanae，1959年4月2日—），日本女性配音員。已婚。出身於福島縣。身高154cm。O型血。

## 簡介
本名塚田深雪（つかだ みゆき）（舊姓：室井），舊藝名室井深雪（むろい みゆき）。武藏野大學（從武藏野女子大學改名）畢業，東京俳優生活協同組合（簡稱俳協）養成事務所第11期出身。
以前所屬的經紀公司有NPS Theatre（1982年）、ARTSVISION（1984年成立後加入）、81 Produce（1986年），2012年5月起隸屬於俳協。
為人熟悉的代表配音作品有《超時空要塞》的夏米·米立姆、《心跳今夜》的江藤鈴世、《阿爾卑斯物語 我的安妮特》的丹尼爾·柏尼爾、《機甲創世記》的敏特·拉普、《超時空世紀歐卡斯》的摩姆、《淑女小琳!!》主角琳·羅素、《惡魔君》的百目、《幽☆遊☆白書》女主角牡丹、《熱鬥小馬》的胸尻諸美、《宇宙小毛球》的毛妹等。

### 來歷、人物
深雪出生於福島縣，父親為在地的教職員。郡山市立郡山第一中學校、福島縣立安積女子高等學校（今：福島縣立安積黎明高等學校）畢業，經過1年的重考之後進入武藏野女子大學（今：武藏野大學）日本文學科就讀。在學期間為了成為聲優，她報考進入東京播報學院，但只讀半年就退學。
1980年，深雪在大學2年級的時候，參加電台日本放送舉辦的年度新人聲優徵選，結果從2萬人中選出10人脫穎而出。同年以第11期生加入經紀公司東京俳優生活協同組合（簡稱俳協）養成事務所。另外與深雪同期的有本多知惠子、大山尚雄。在那之後，深雪因事業與學業雙方難以兼顧之下，決定選擇從養成所退出。後來在接受前輩聲優勝田久的訪談下，加入勝田開的聲優教室，並透過NHK Promote Service（NHK、演員講座（アクターズゼミ）的學習，成為NPS Theatre所屬聲優。
1982年夏天，深雪參加同年10月播出的電視動畫《超時空要塞》和《心跳今夜》獲得主要角色的配音機會，從此成為她的聲優出道作。1987年的電視動畫《淑女小琳!!》首次聲演主角。
音域為女高音，因此從出道以來經常聲演幼童、可愛型少女即為深雪她的音色特徵。
1984年，深雪在經紀公司ARTSVISION設立之際移籍至該事務所。同年結婚。1986年轉入81 Produce。1989年，改用現在的藝名深雪。2012年5月轉移到現在所屬的俳協。
興趣和特長為穿和服。

## 演出
粗體字表示主要角色。

### 電視動畫
1982年
- 超時空要塞（夏米·米立姆[8]）
- 心跳今夜（江藤鈴世）
- 魔法公主 明琪桃子（日语：魔法のプリンセス ミンキーモモ）（吉米、秋之精靈）

1983年
- 阿爾卑斯物語 我的安妮特（丹尼爾·柏尼爾〈丹尼〉）
- 機甲創世記莫斯比達（敏特·拉普）
- 超能機甲 高巴里安（萊菈·蘇瓦尼）
- 超時空世紀歐卡斯（摩姆）
- 咪姆多彩夢幻之旅（大谷沙耶香、瑪莉〈初代〉）

1984年
- 藍寶（日语：らんぽう）（明美）

1985年
- Q太郎 (1985年版)（小泉美子）
- 哆啦A夢 (大山羨代版)（奧托公主）
- 夢幻之星的波坦諾斯（日语：夢の星のボタンノーズ）（波坦諾斯）

1986年
- 相聚一刻（悅子）

1987年
- 淑女小琳（日语：レディ!!#レディレディ!!）（琳·羅素[9]）

1988年
- 城市獵人（美奈子）
- 城市獵人2（清美）
- 變形金剛：超神 Master Force（少女）

1989年
- 惡魔君（百目[10]）[注 1]
- 美味大挑戰（時山悅子、小孩A）
- 烏龍少爺（日语：おぼっちゃまくん）
- 麵包超人（鼠兔小孩〈初代〉、〈初代〉）
- 大耳鼠（藤野螢）
- 甜蜜小天使 (1989年版)（坎西）

1990年
- 麵包超人（レッドくん）
- 魔法少女彩虹布萊特（日语：魔法少女レインボーブライト）（彩虹布萊特）
- 魔法天使甜蜜薄荷（戴西、貝魯）
- 三眼神童（波戈）

1991年
- 淘氣的雙胞胎 克萊爾學院物語（日语：おちゃめなふたご クレア学院物語）（朵莉絲·艾德華）
- 朱古力小精靈（日语：おばけのホーリー）（格林 等）
- 校園七大不可思議神秘事件（日语：ハイスクールミステリー学園七不思議）（尾島禮子）

1992年
- 宇宙小超人 3000萬光年尋找母親（日语：ウルトラマンキッズ 母をたずねて3000万光年）
- 蠟筆小新（護士）
- 哆啦A夢 (大山羨代版)（伊藤翼〈第2代〉）
- 幽☆遊☆白書（牡丹[11]、小波、喪喪連鬼）

1993年
- 麵包超人（龜吉）

1994年
- 魔法騎士（光）

1995年
- 熊之噗太郎（日语：クマのプー太郎）（女孩子、乙姬）

1996年
- 小紅豆（香月老師的母親）
- 熱鬥小馬（胸尻諸美）
- 宇宙小毛球（毛妹[12]）

1997年
- 救生戰士名乃節電器（橫濱圖書館館長）
- 哈利動物園（日语：はりもぐハーリー）（紅貓熊）

1998年
- 愛莉絲SOS（太的母親）
- Night Walker -深夜徘徊者-（日语：Night Walker -真夜中の探偵-）（回想的女性）

2015年
- 海螺小姐（主婦）

2024年
- 這個世界漏洞百出（杜卡）

### 電影動畫
1984年
- 超時空要塞：愛，還記得嗎？（夏米·米立姆）

1986年
- （小泉美子）
- RUNNING BOY 星際戰士的秘密（日语：RUNNING BOY スター・ソルジャーの秘密）（篠山小百合）

1987年
- Q太郎：前進吧！1/100大作戰（小泉美子）

1988年
- 劇場版 淑女小琳!!（日语：レディ!!#レディレディ!!）（琳·羅素）

1989年
- 劇場版 惡魔君（百目）

1990年
- 惡魔君：歡迎來到惡魔樂園!!（百目）
- 大耳鼠：愛莉活動大寫真（藤野螢）

1993年
- 幽☆遊☆白書：夜叉的陰謀（牡丹）

1994年
- 幽☆遊☆白書：冥界死鬥篇 炎之絆（牡丹）

1995年
- 劇場版 NINKU -忍空-（冒牌的里穗子）

1996年
- 蠟筆小新：搞怪遊樂園大冒險（喬琪莉諾·貝絲特）

### OVA
1985年
- 輕井澤症候群（日语：軽井沢シンドローム）（木下久美子）

1986年
- Babi Stock II The Revenge of Eyesman 愛之鼓動的彼方（皮諾）

1988年
- 墮落時空冒險（日语：ズッコケ三人組#『ズッコケ時空冒険』）（荒井陽子）
- （皮哥）
- 相聚一刻番外篇 一刻島始末記（悅子）

1989年
- 星貓滿屋（星貓）

1990年
- Goddamn（日语：ガッデム）

1991年
- BURN-UP

1992年
- 紅色疾風（日语：紅いハヤテ）（奈美子）
- 新夢幻獵人麗夢 殺戮的夢幻迷宮（日语：ドリームハンター麗夢）（阿爾法）

1993年
- 輾轉難眠的江戶！（日语：お江戸はねむれない!）（虎徹[13]）

1994年
- Cosmic Fantasy 銀河女豹的陷阱（日语：コズミック・ファンタジー）（[14]）

1998年
- II/想出

2001年
- 瑪琳與大和 不可思議的星期日（科比）

2005年
- 可洛比（てるてる）

2018年
- 幽☆遊☆白書「是成是敗」（牡丹）

### 遊戲
1992年
- Cosmic Fantasy 3 冒險少年雷（日语：コズミック・ファンタジー）（畢克）

1993年
- 幽☆遊☆白書 闇勝負!! 暗黑武術會（牡丹）

1994年
- The Queen of Duellist 外傳 α＋（鷹森千鶴）
- Cosmic Fantasy 4 銀河少年傳說激鬥篇 在光之宇宙中…（日语：コズミック・ファンタジー）
- Cosmic Fantasy 4 銀河少年傳說突入篇 前往傳說的序曲傳（日语：コズミック・ファンタジー）（畢克）

1997年
- 同級生2（杉本櫻子）

1998年
- ！怒（烏拉拉）

2005年
- 幽☆遊☆白書FOREVER（日语：幽☆遊☆白書FOREVER）（牡丹）

2008年
- 超級機器人大戰Z（摩姆）

2010年
- Another Century's Episode:R（摩姆）

2014年
- 第3次超級機器人大戰Z 時獄篇（摩姆）

2015年
- 第3次超級機器人大戰Z 天獄篇（摩姆）

2016年
- 怪物彈珠（牡丹）

### 外語配音
年份不詳
- 花生漫畫（Peppermint Patty）
  - 一個叫查理布朗的男孩（英语：A Boy named Charlie Brown）
  - 史努比，回家吧（英语：Snoopy, Come Home）

1986年
- The Adventures of Lolo the Penguin（英语：The Adventures of Lolo the Penguin）（Pepe）

1991年
- 貴客光臨（英语：My Blue Heaven (1990 film)）（Tommie〈Corey Carrier〉）

1992年
- 大偵探波洛

1996年
- 末世纪暴潮（Iris〈Brigitte Bako〉）

### 特攝影集
- （1984年 ，的聲音）
- 星獸戰隊銀河人（1998年，小栗子妖精波克的聲音）

### 廣播
- 戰少女（伊庫薩3）

### CD
- Cosmic Fantasy外傳 銀河商人的陷阱（日语：コズミック・ファンタジー）（畢克）
- 邪鬼來臨！（邪鬼）
- VIDEO GAME GRAFFITI（日语：ビデオ・ゲーム・グラフィティ）（瑪比、瑪修琳）

### 電視劇
- 惡夢之王（日语：T.T.K. DRAMA SPECIAL#悪夢の王）（1995年）－羅姆的配音
- 快樂的麥當勞（日语：たのしいマクドナルド）（2000年）－Birdy的配音

### 電視節目
- 一個人也可以辦得到Mon！（日语：ひとりでできるもん!）（1991年－1993年）－魔的配音
- 遊戲捉迷藏（2003年－）－咕噜的配音
- 風水 番占飯店（旁白）

### 其它
- SANKYO（日语：三共 (パチンコ)） Fever Powerful（日语：フィーバーパワフル）系列（夢夢）
- 卡式錄音帶文庫 冒險！伊庫薩3 全3卷（伊庫薩3）

## 腳註

## 外部連結
- 東京俳優生活協同組合公式官網的聲優簡介 （日語）